# Яр Мечетний
Яр Мечетний (балка Мечетна, річка Мечетка) — балка (річка) в Україні у Доманівському районі Миколаївської області. Права притока річки Південного Бугу (басейн Чорного моря).

## Опис
Довжина балки приблизно 7,14 км, найкоротша відстань між витоком і гирлом — 5,48 км, коефіцієнт звивистості річки — 1,30. Формується декількома струмками та загатами. На деяких ділянках яр пересихає.

## Розташування
Бере початок на північно-східній околиці села Птиче. Тече переважно на південний схід через село Цвіткове і на західній околиці села Бузьке впадає в річку Південний Буг.

## Цікаві факти
- На балці існує газова свердловина[2].